# 정원 요정

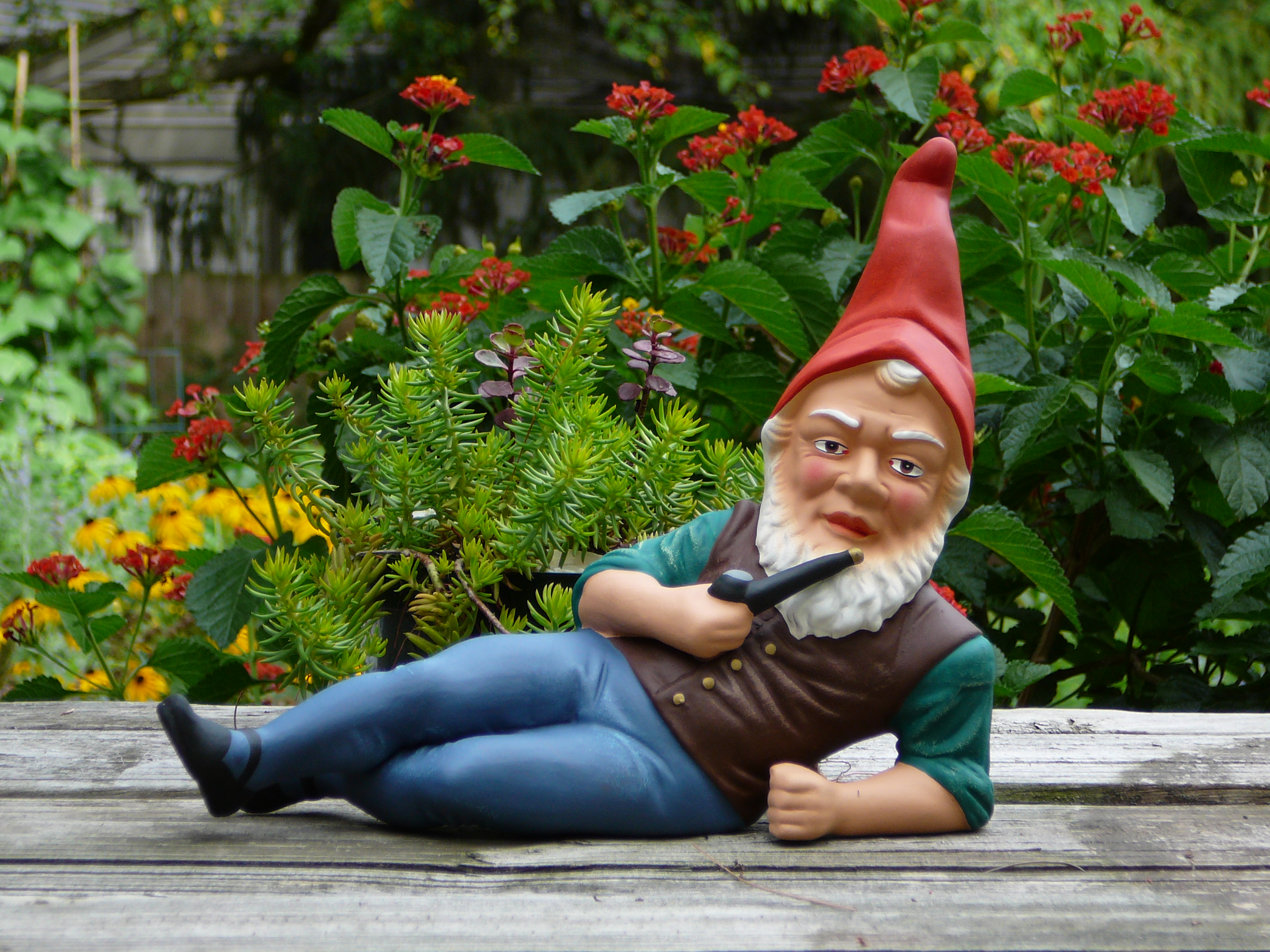
독일의 정원 요정

정원 요정, 또는 정원 놈(영어: garden gnome, 독일어: gartenzwerge 가르텐츠베르게[*]→정원 난쟁이)은 작고 인간을 닮은 생물인 놈의 형태를 본딴 잔디 장식으로, 대체로 끝이 뾰족한 빨간 모자를 쓴 수염 달린 남성의 모습을 하고 있다. 19세기 독일에서 처음 만들어진 정원 요정은 1840년대에 유럽의 다른 나라로 퍼졌고, 특히 프랑스와 영국에서 인기를 얻었다. "정원 놈"(garden gnome)이라는 용어는 본래 독일의 카탈로그에서 쓰이던 "Gnomen-Figuren"(소형 조각상)이라는 말에서 유래한 것으로 보인다. 디즈니의 애니메이션 영화 《백설 공주와 일곱 난쟁이》의 개봉 이후 1930년대부터 다시 인기를 얻었고, 1970년대에 다시 유행하였다.

## 역사

### 기원
고대 로마에서는 그리스 로마의 다산의 신이자 마루의 수호자인 프리아포스를 묘사한 작은 석상이 로마의 정원에 많이 안치되었다. 정원 요정은 르네상스 시대 스위스의 연금술사 파라켈수스가 "사람과 어울리기를 싫어하는 두 뼘 크기의 작은 형태"라고 처음 묘사하였다. 이 시대에는 보통 화려하게 색칠된 1미터 크기의 석상 "그로테스크"를 부유층의 정원에 세우는 것이 일반적이었다. 이 석상에 묘사된 형태 중에는 고비(gobbi, 이탈리아어로 난쟁이 또는 곱추)가 있었다. 특히, 자크 칼로는 1616년 조각과 인쇄로 스물한 가지 다른 형태의 고비를 제작했다. 1700년대 후반에는 목재나 자기로 만든 놈을 닮은 조각상이 "집 난쟁이"(house dwarfs)라고 불리며 집안 장식으로 인기를 끌었다. 스위스 브리엔츠 인근 지역은 나무로 된 집 난쟁이 생산으로 유명하였다.
독일에서는 이 정원 조각상이 광산과 농장 등지에서 도움이 되었다고 여겨지는 "작은 민족"이나 난쟁이에 대한 전래 동화와 미신에 융합되었다. 드레스덴의 회사 베르와 마레슈는 1841년 이전부터 난쟁이나 "작은 민족"의 작은 자기 조각상을 재고로 가지고 있었으며, 논쟁의 여지는 있지만 일부는 베르와 마레슈가 최초의 정원 난쟁이(Gartenzwerge)를 가지고 있다고 믿는다.

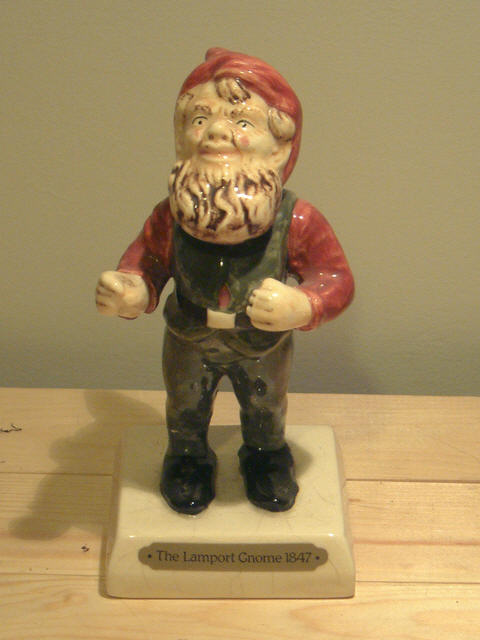
찰스 아이샴의 1847년 독일 테라코타 놈, 람피의 복제품. 원본은 람포트 홀에 전시되어 있다.

10년도 안 지나, 난쟁이 조각상은 작센과 튀링겐 지방에서 독일과 프랑스 전역으로 퍼져 나갔고, 1847년에는 찰스 아이샴 경이 필립 그리벨이 제작한 테라코타 놈 스물한 점을 영국으로 가져와 영어로 "놈"(gnomes)이라 불렀고, 노샘프턴셔에 위치한 아이샴 경의 저택인 람포트 홀 정원에 세워졌다. 오늘날까지 살아남아 람포트 홀에 전시되어 있는 "람피"라는 별명을 가진 놈들은 백만 파운드 보험에 가입되어 있다.

### 생산과 인기
놈의 생산은 독일 전역에 퍼졌고, 이 사업에 드나든 크고 작은 수많은 제조사들이 각기 다른 스타일의 노움 디자인을 가지고 있었다. 1860년 경부터 도자기로 유명한 튀링겐의 마을 그레펜로다에서 많은 조각상이 만들어졌다.
독일 놈의 명성은 제1차 세계 대전 이후 기울어졌지만, 1930년대에 디즈니의 애니메이션 영화 《백설 공주와 일곱 난쟁이》가 공개되고 더 많은 노동 계급이 조각상을 살 수 있게 되면서 다시 인기를 얻게 되었다. 톰 메이저볼(존 메이저 전 영국 총리의 아버지)은 그 당시 메이저의 정원 장식이라는 회사를 운영하는 가장 유명한 제작자였다. 제2차 세계 대전이 발발한 이후 업계는 어려움을 겪었고, 대부분의 제작자가 사업을 포기하였다.
1970년대에 더 익살스러운 양식의 놈이 만들어지면서 정원 요정의 인기는 다시 부활하였다. 1990년대에는 여행하는 놈과 정원 놈 장난이 당대의 국가적 뉴스거리였는데, 사람들이 모르는 사람의 잔디밭에서 정원 놈을 훔치고 돌려주기 전에 장난으로 본래 소유자에게 놈의 사진을 보내는 방식이었다.
필립 그리벨의 후손은 여전히 독일에서 정원 요정을 제작하고 있다. 2008년을 기준으로, 2500만여 점의 정원 요정이 독일 정원에 세워져 있는 것으로 추정되고 있다.

## 대중문화와 정치

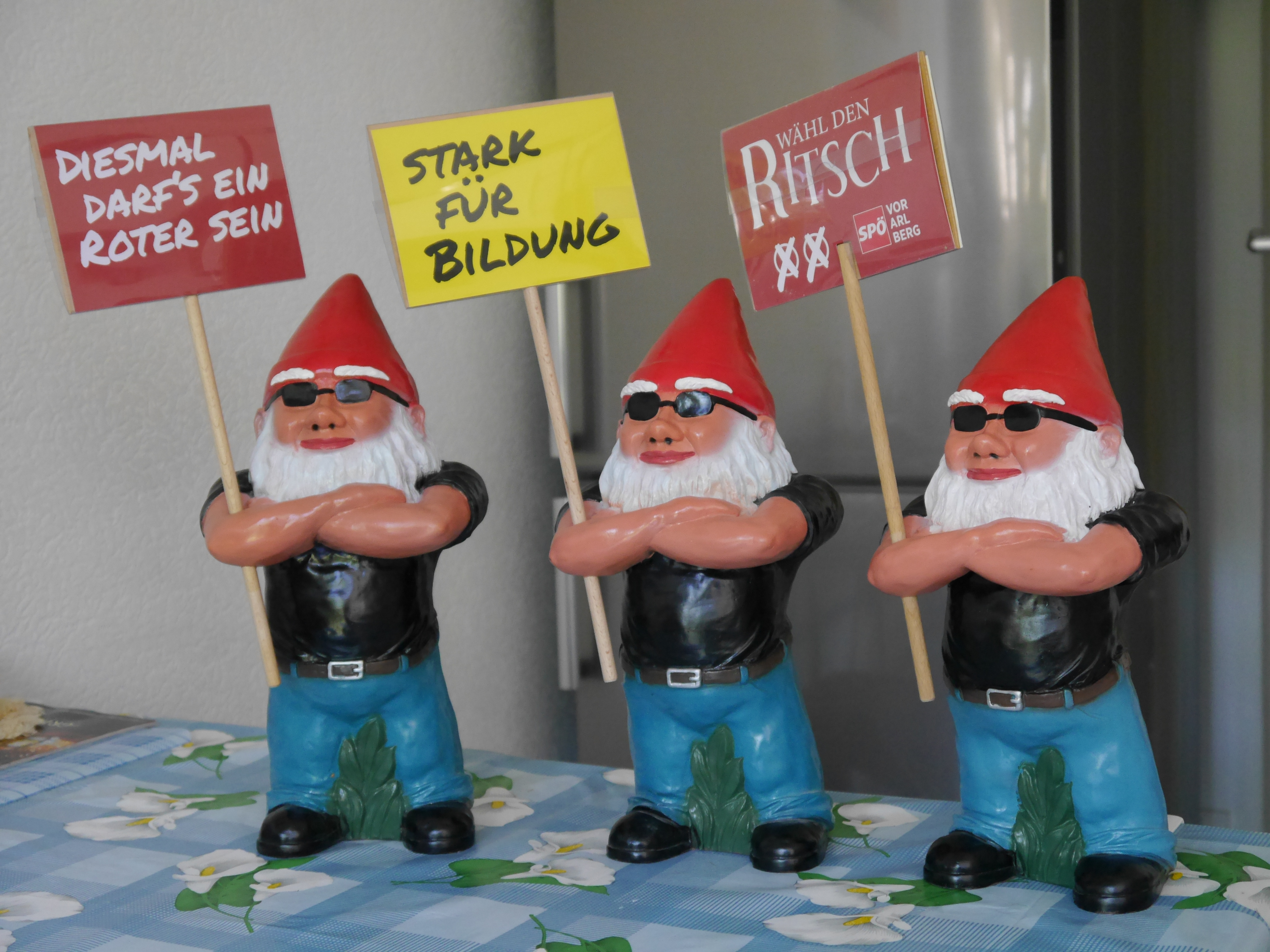
쿨멘 정원 요정

- 2001년 프랑스 영화 《아멜리에》의 부차적 줄거리는 정원 요정을 중심으로 전개된다.

- 2011년 영국과 미국의 애니메이션 영화 노미오와 줄리엣은 비극 《로미오와 줄리엣》에 영감을 받은 작품으로, 정원 요정이 등장인물이다.[12] 2018년 후속작인 셜록 놈즈가 개봉하였다.

- 오스트리아 사회민주당(SPÖ)은 "쿨멘"(Coolmen)이라 부르는 정원 요정을 2014년 포어아를베르크 지방 선거 운동에 사용하였다. 이것은 오스트리아 사회민주당이 이 지방에서 역사적으로 좋은 성과를 내지 못하여 자신들을 정치적 "난쟁이"로 여기는 것을 반어적 말장난으로 의도한 것이다. 이 선거 운동에서는 짧은 표어가 적힌 작은 포스터를 들고 있는 20,000점의 쿨멘을 사람들이 자주 오가는 길목에 두었다. 당에서는 이 중에서 400점이 사라지자 경찰에 신고하였고, 이를 통해 세계 미디어의 조명을 받았다.[3]

- 2010년 비디오 게임 《페이블 III》에는 정원 요정을 수집하여 마법 특성을 부여 받는 부가 임무가 있으며, 플레이어 캐릭터가 세계를 돌며 반드시 모아야 한다.[13]

## 정원 요정의 유형
정원 요정은 남성인 경우가 일반적으로, 수염을 기르고 있는 모습이 흔하며, 붉은 프리기아 모자를 쓴 경우가 많고, 피리를 들고 있기도 하다. 다양한 자세를 비롯해 낚시와 낮잠과 같은 다양한 여가를 즐기는 모습으로도 만든다.
정원 요정은 영국의 진지한 원예 집단에서는 논쟁의 여지가 있어, 유명한 첼시 꽃 박람회에서는 금지 항목으로 지정되어 있었다. 주최측에서는 정원의 디자인을 훼손시킨다고 주장한다. 이 금지령은 박람회가 100주년이 되는 2013년에 해제되었다. 놈 애호가들은 노동 계급과 교외 가구의 정원에서 인기있는 정원 요정에 거만한 태도를 보인 주최측을 비난하였다.
정원 요정은 거푸집에 양질의 점토 이장(흐르는 점토)을 부어 테라코타로 만들 수도 있다. 이 방식으로 만든 상은 세워놓을 수 있고, 점토 껍질을 남긴 채 중심을 비울 수 있다. 놈이 굳으면 거푸집에서 꺼낸 뒤 건조시키고 단단해질 때까지 가마에 굽는다. 놈을 한 번 식히고 색을 칠한다. 더욱 현대적인 제조 방식의 놈은 나뭇진과 유사한 재료로도 만든다.
오늘날에는 다양한 변형의 정원 요정이 존재하며, 익살스러운 예로 뒤에서 찔린 놈이나 사형집행인의 두건을 쓴 놈이 있다.

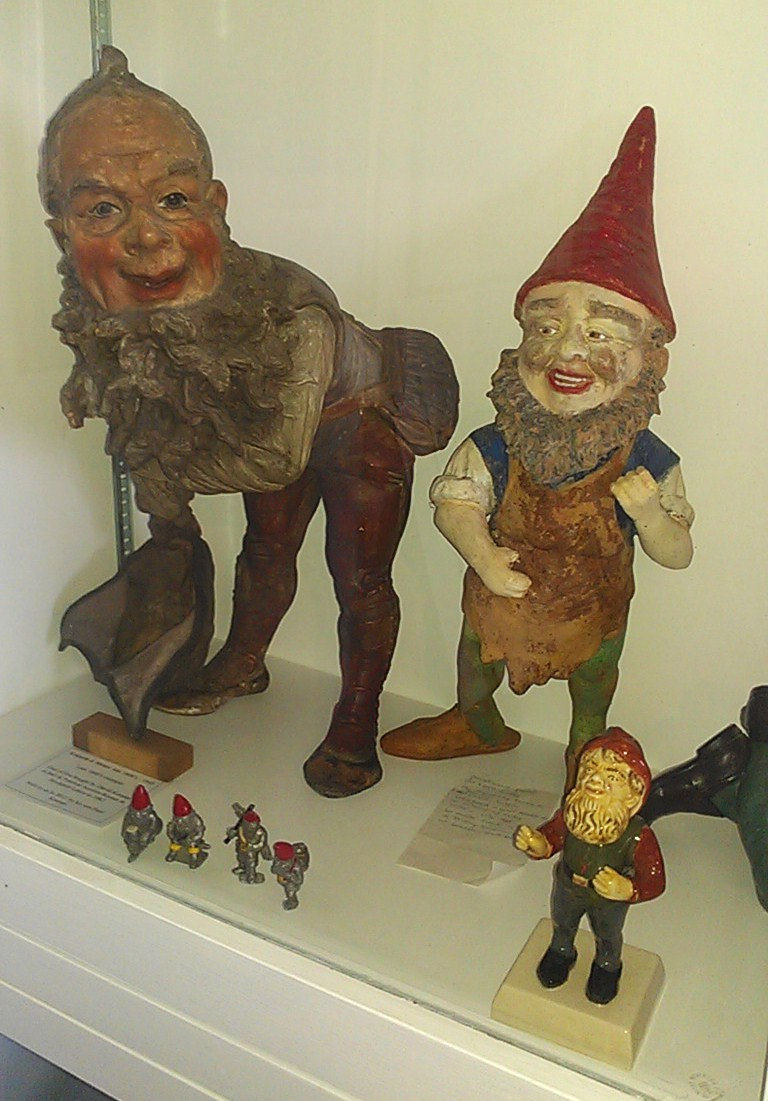
역사적인 정원 요정
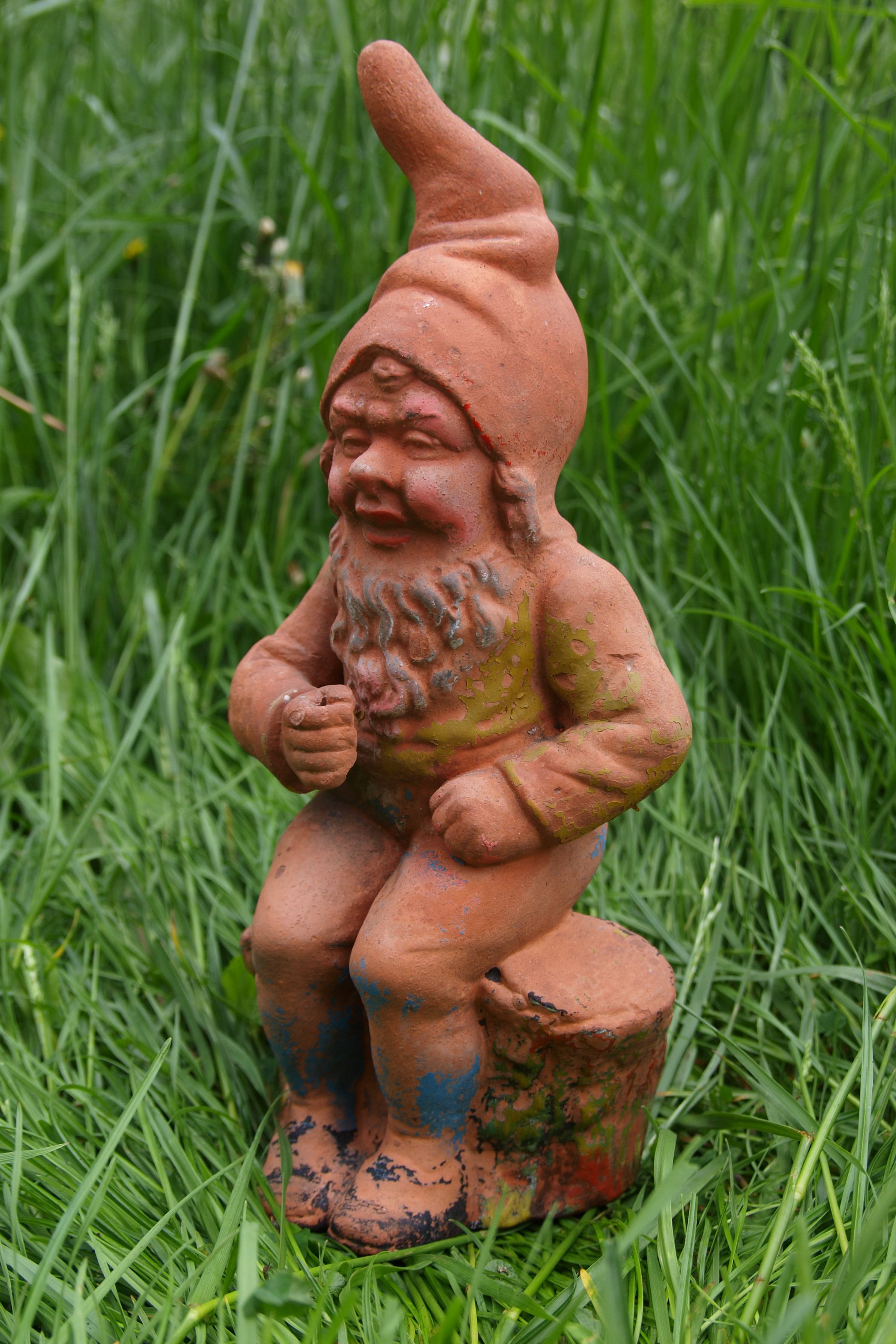
전통적인 독일의 정원 난쟁이
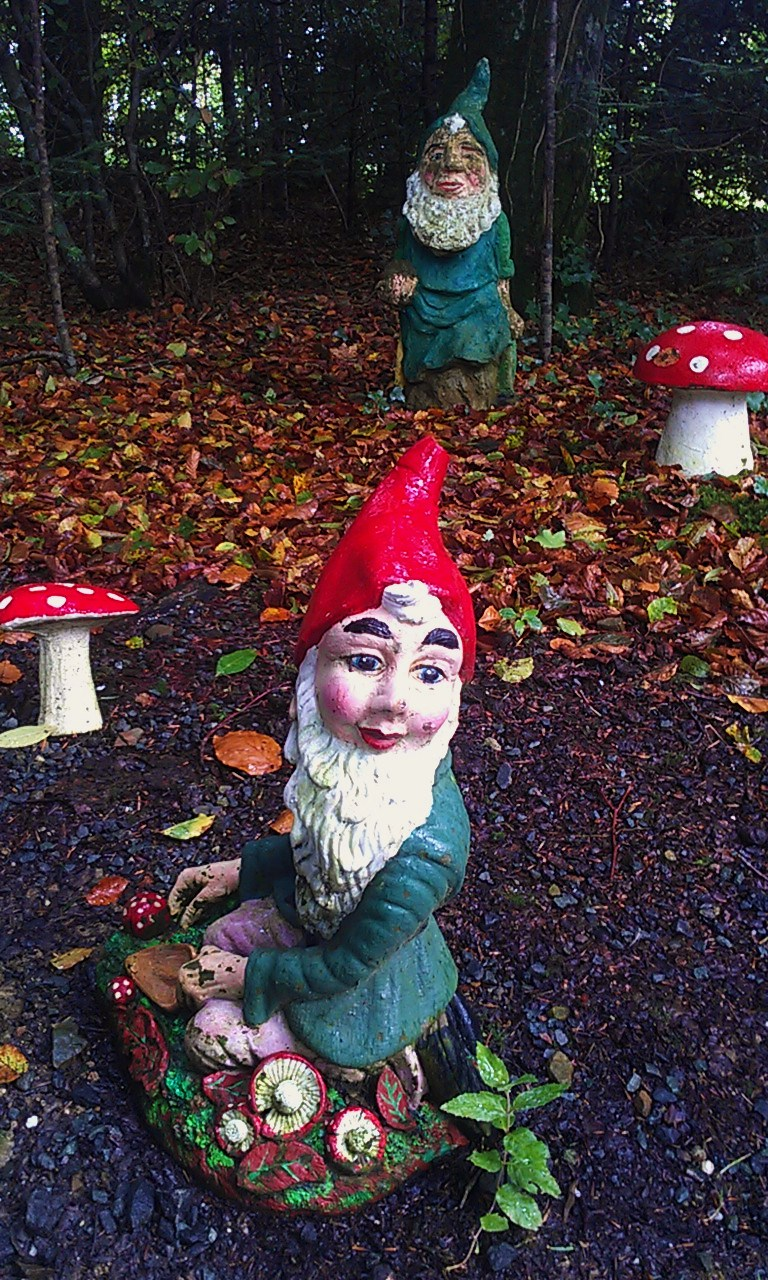
영국 데본의 놈 리저브의 놈
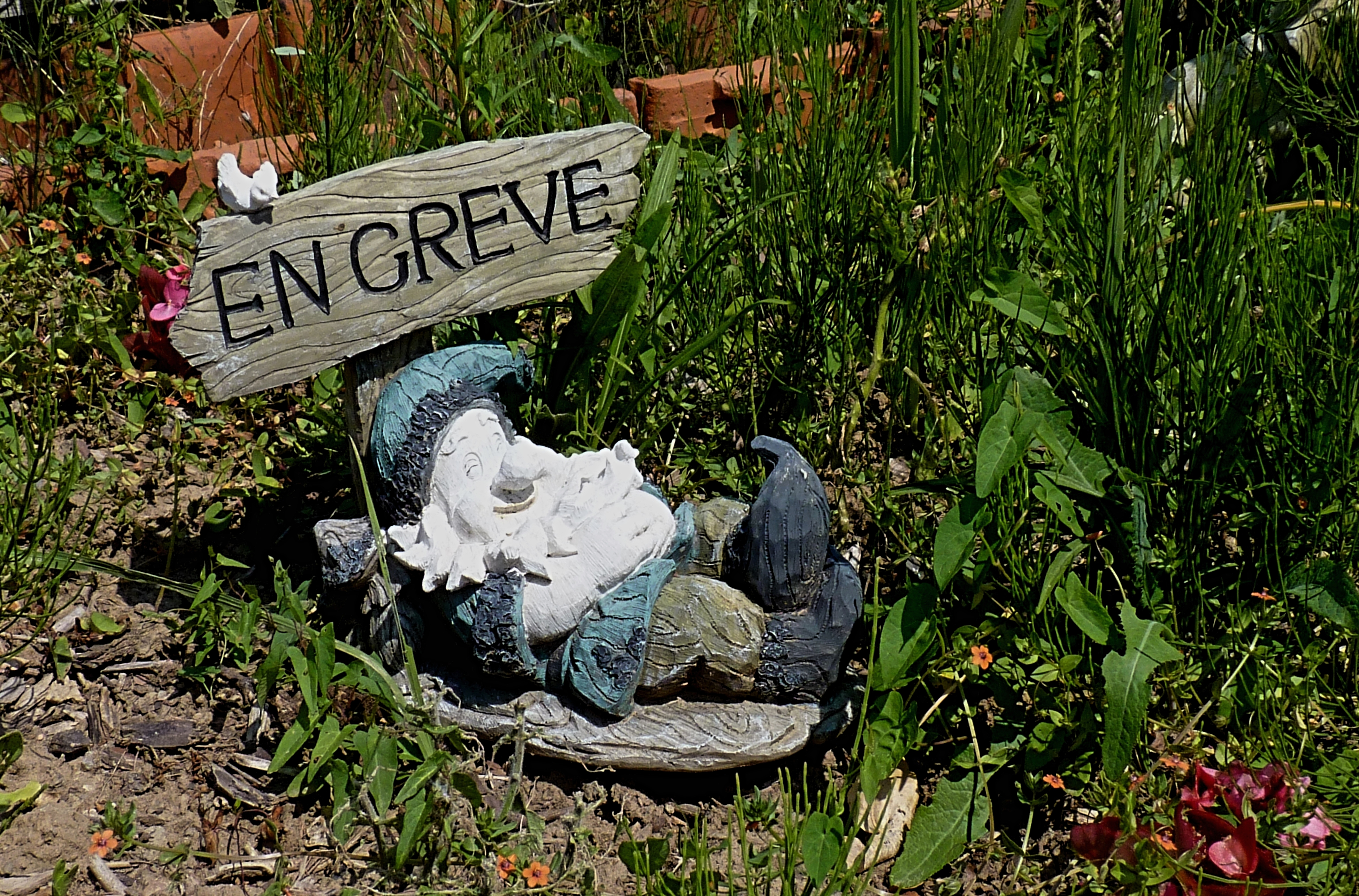
전통적인 회색 놈 (EN GREVE; 파업중)

## 같이 보기
- 정원 장식
- 키치